# Revòlver Lefaucheux
El Lefaucheux va ser un revòlver militar d'origen francès, encara que més tard va ser fabricat en altres països emprava el cartutx 12 mm Lefaucheux, dissenyat per Casimir Lefaucheux. Va ser el primer revòlver que emprava cartutxos metàl·lics en ser adoptat per una nació.

## Història
El primer regirar d'aquest tipus designat Model 1854 dissenyat i patentat pel fill de Casimir, Eugène, va ser adoptat com a revòlver militar el 27 d'octubre 1857, per l'Armada Imperial francesa per la seva senzillesa i el seu mecanisme de càrrega ràpida en detriment dels models de percussió de Colt i Adams; encara que mai va ser subministrat a l'exèrcit francès es va utilitzar en quantitats limitades per la cavalleria francesa durant el seu desplegament en la Intervenció francesa a Mèxic de 1862. Revòlvers d'aquest model també van ser adquirits per Suècia, Dinamarca, Itàlia, Rússia, Noruega, així com per a les tropes Confederades i Federals durant la Guerra de Secessió.
Així mateix va ser la primera arma de repetició amb cartutx metàl·lic declarada reglamentària en l'Exèrcit Espanyol, per Reial Ordre del 30 d'abril de 1858 (per aquest motiu alguns autors el defineixin com a Model 1854/58). Gran part dels quals van ser utilitzats a Espanya van ser fabricats a Trubia vora Oviedo (Astúries) o a la fàbrica de Soraluze (Guipúscoa).

## Disseny

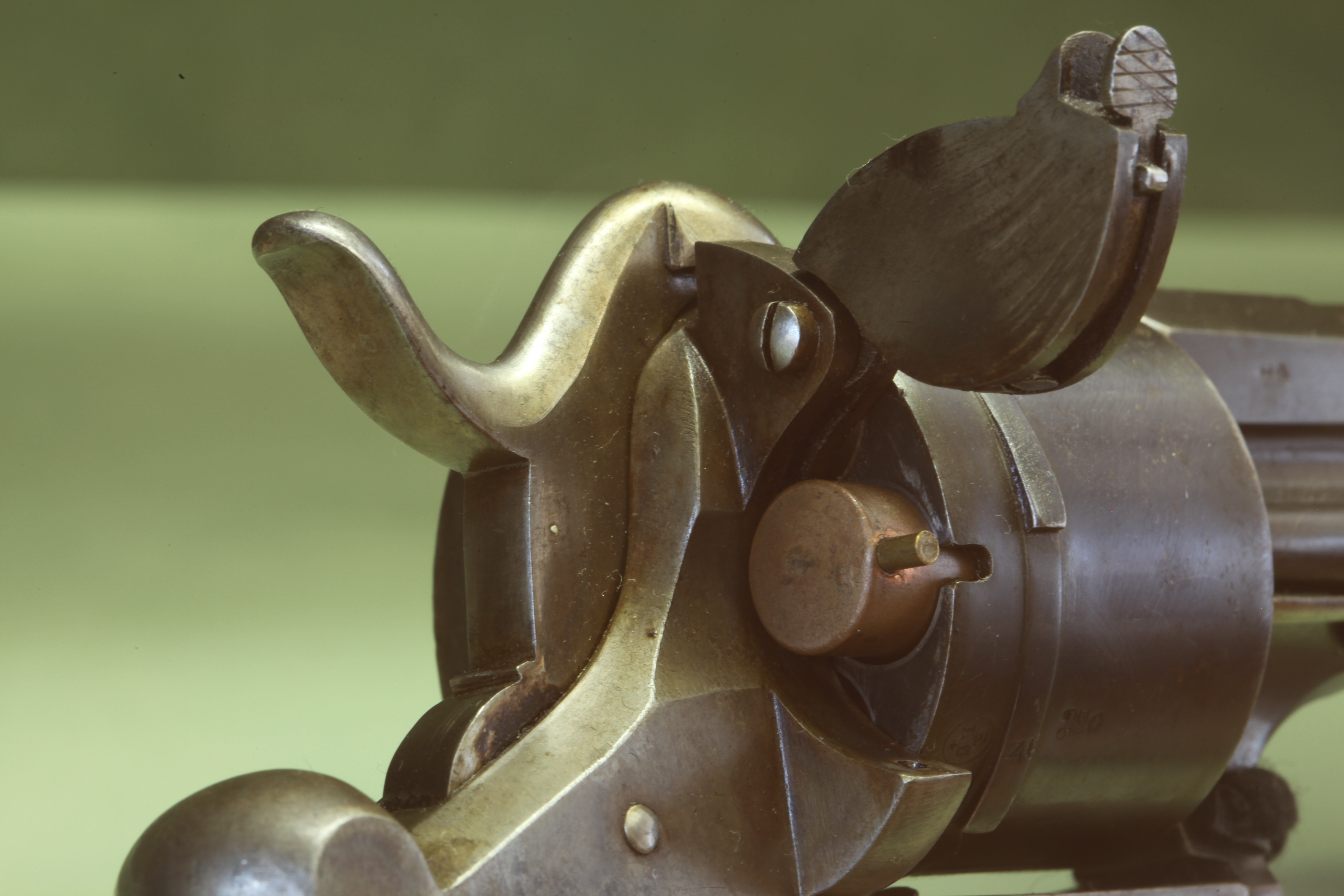
Vista de la portella de recàrrega oberta, amb la beina d'un cartutx parcialment ejectat.

El Lefaucheux era un revòlver d'acció simple o doble, amb tambor de 6 bales i armadura oberta, que es carregava a través d'una portella de recarrega situada en el costat dret de l'armadura, per la qual també s'ejectaven les beines disparats mitjançant una vareta ejectora que anava paral·lela al canó estriat, de forma externa cilíndrica, excepte la seva part posterior que era de forma octogonal. El tambor posseïa uns sortints que servien per detenir la seva rotació, amb els quals s'efectuava la correcta alineació de la recambra i l'ànima.

## Guerra de Secessió
Durant la Guerra de Secessió, tots dos bàndols van emprar una gran varietat de revòlvers, inclusivament el Lefaucheux. Les forces federals van comprar en 1861 11.833 revòlvers Lefaucheux M1854, subministrant-los principalment a les unitats de cavalleria en 1862. No obstant això, aquests revòlvers d'espiga van ser reemplaçats més tard per revòlvers Colt i Remington un cop que van estar disponibles. Entre les tropes d'ambdós bàndols, aquest revòlver era anomenat sovint "Tranter francès".

## El revòlver Lefaucheux al Japó
A l'illa artificial de Dejima, un assentament de la Companyia Neerlandesa de les Índies Orientals al Japó, es va descobrir un revòlver de tipus occidental al costat de bales i accessoris. Van ser trobats fora del mur de la casa del Kapitan, que era el director de la factoria de Dejima.
"L'arma té una longitud de 31 cm i el seu calibre és de 13 mm, sent un revòlver del tipus inventat a mitjan segle xix pel francès Lefaucheux."

## Variants
L'Exèrcit danès va utilitzar el Lefaucheux-Francotte M1865/97 calibre 11,45 mm, de percussió central.